# K-300P Bastion-P
El K-300P Bastion-P (nombre de la OTAN: SS-C-5 Stooge) es un sistema de misiles de defensa costera móvil fabricado y desarrollado por la empresa rusa NPO Mashinostroyeniya y la empresa bielorrusa Tekhnosoyuzproekt.
El papel principal del Bastion-P es atacar a navíos de superficie, incluyendo grupos de batalla de portaviones, convoyes de protección y navíos de desembarco. Una batería típica se compone de 1-2 vehículos de mando y control basados en el camión Kamaz 43101 6 × 6, un vehículo de apoyo, cuatro vehículos lanzadores basados en el chasis MZKT-7930 8 × 8, cada uno operado por una tripulación de 3 hombres y sujetando dos misiles y cuatro vehículos de carga; los vehículos lanzadores se pueden ubicar hasta a 25 km (16 millas) de distancia de los vehículos C2.